# Jan Hemelrijk
Jan Hemelrijk (28 mai 1918 - 16 mars 2005) est un mathématicien néerlandais, professeur de statistique à l'Université d'Amsterdam et autorité dans le domaine des processus stochastiques.

## Biographie
Hemelrijk obtient son doctorat en 1950 à l'Université d'Amsterdam avec une thèse intitulée "Symmetry Keys and other applications of the theory of Neyman and Pearson" sous la direction de David van Dantzig.
Après l'obtention de son diplôme, Hemelrijk commence sa carrière universitaire en tant qu'assistant de David van Dantzig au Centrum Wiskunde & Informatica à Amsterdam, puis chef du département de conseil statistique. Il est professeur à l'Université de technologie de Delft de 1952 à 1960. En 1960, il est nommé professeur de statistique à l'Université d'Amsterdam, successeur de David van Dantzig. Il est le directeur de thèse de Gijsbert de Leve (1964), Willem van Zwet (1964) et Rob Mokken (1970). Jaap Wessels (en) commence sa carrière universitaire en 1960 en tant qu'assistant de Jan Hemelrijk.
Hemelrijk est président de la Société néerlandaise de statistique et de recherche opérationnelle et rédacteur en chef du Journal de l'association Statistica Neerlandica. Il assure également le premier cours télévisé Statistiques de Teleac, diffusé en 1969 et 1970.
En 1963, il est élu membre de l'American Statistical Association.

## Ouvrages
- 1950. Symmetry Keys and other applications of the theory of Neyman and Pearson Thèse de doctorat Université d'Amsterdam.
- 1957. Elementaire statistische opgaven met uitgewerkte oplossingen. Gorinchem : Noorduijn
- 1977. Oriënterende cursus mathematische statistiek. Amsterdam : Mathematisch Centrum
- 1998. Statistiek eenvoudig. With Jan Salomon Cramer. Amsterdam : Nieuwezijds